# Umkumiute
Umkumiute est une petite communauté non incorporée d'Alaska aux États-Unis dans la Région de recensement de Bethel dont la population est d'environ 100 habitants. Elle est située sur l'île Nelson à 3 milles (5 km) de Toksook Bay.